# 1929
1929 (MCMXXIX) var ett normalår som började en tisdag i den gregorianska kalendern.

## Händelser

### Januari
- Januari–mars – En våg av snö och kyla slår till i Nordeuropa, stora problem för färje- och tågtrafiken.[1]
- 1 januari – Den svenska Arbetsdomstolen inleder sin verksamhet.[2]
- 5 januari – Kung Alexander I av Jugoslavien upplöser den jugoslaviska nationalförsamlingen.[3]
- 6 januari – Alexander I gör statskupp och utropar Kungariket Jugoslavien.
- Heinrich Himmler utnämns av Adolf Hitler till Reichsführer SS, riksledare för SS i Tyskland.

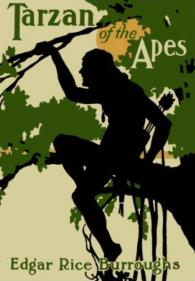
Tarzan.

- 7 januari – Tarzan blir seriefigur.

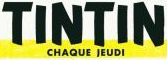
Tintin.

- 10 januari – Den belgiske tecknaren Hergé publicerar första avsnittet av Tintin.[4]
- 15 januari – Prinsessan Märthas förlovning med kronprins Olav av Norge eklateras i Stockholm.
- 17 januari – Karl-Alfred, en seriefigur skapad av E.C. Segar, dök för första gången upp i seriestrippen Thimble Theatre (Fingerborgsteatern).
- 28 januari
  - Leo Trotskij, förvisad till Alma-Ata, tvingas av Josef Stalin att lämna Sovjetunionen och reser till Turkiet.[4]
  - Arbetsdomstolen håller sin första session[2] i Stockholms rådhus.
- 31 januari – Erich Maria Remarques På västfronten intet nytt utkommer.[3]

### Februari

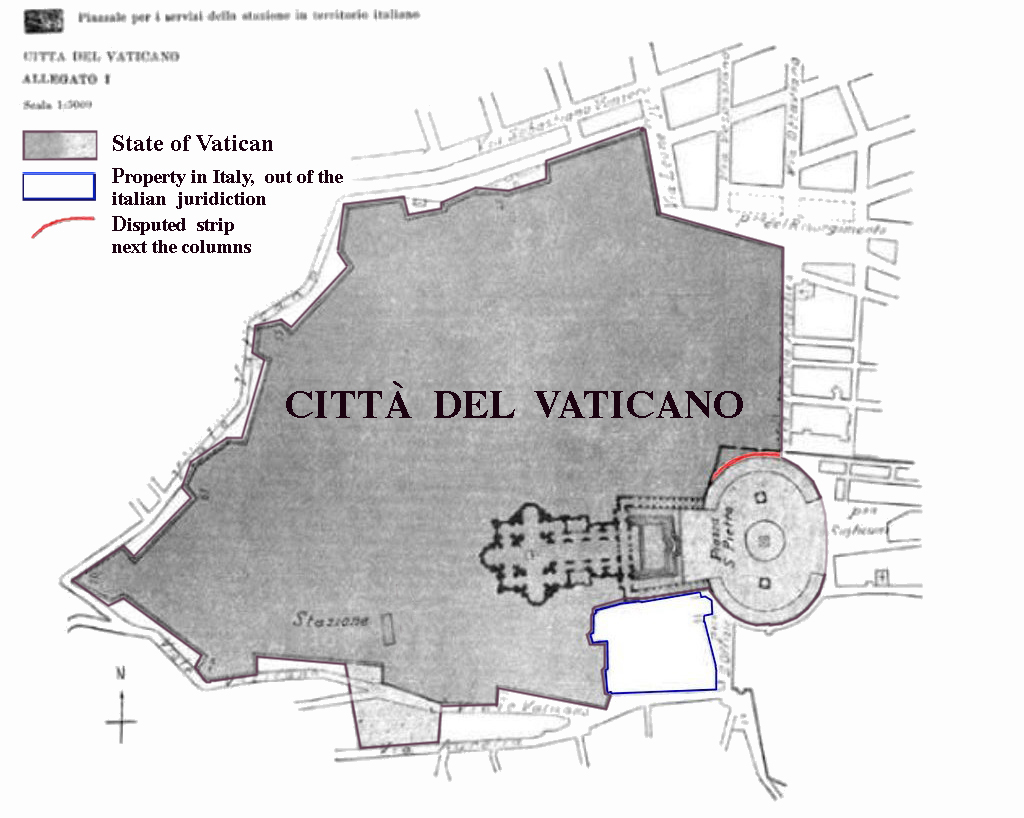
Territoriet som enligt Lateranfördraget skulle bli Vatikanstaten.

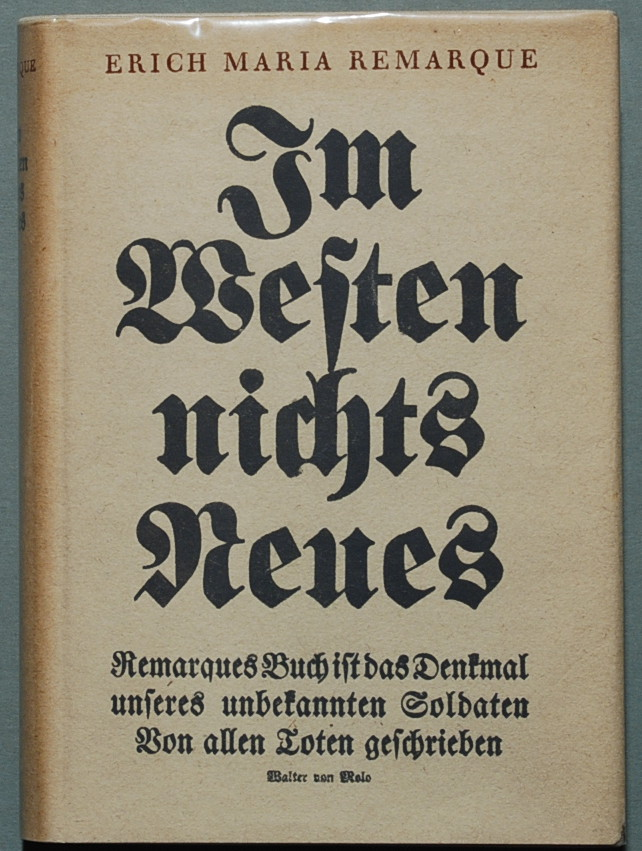
På västfronten intet nytt.

- 1 februari – Erich Maria Remarques På västfronten intet nytt utkommer på svenska.[5]
- 2 februari – Norge gör anspråk på Peter I:s ö.[6]
- 8 februari – Det första telefonsamtalet mellan Stockholm och Buenos Aires utväxlas. Priset är 39:80 kronor per minut.
- 9 februari – Litvinovprotokollet skrivs på i Moskva av Sovjetunionen, Polen, Estland, Rumänien och Lettland.[7]
- 11 februari – Lateranfördraget sluts, varmed Vatikanstaten erkänns.[4]
- 14 februari
  - Under alla hjärtans dag låter maffialedaren Al Capone mörda sju konkurrerande gangsterbossar i Chicago.[4]
  - Stockholms hälsovårdsnämnds biolog, dr Harald Huss, uppfordrar nämnden att förbjuda restaurangernas smörgåsbord såsom varande ohygieniska.
- 19–20 februari – Konstituerande möte i Sånga-Säby på Färingsö, för Riksförbundet Landsbygdens folk, då Lantmännens Producentförbund från Backen, Umeå, går samman med fackföreningen Sveriges Demokratiska Jordbrukareförbund och Färentuna häradskommitté för ekonomisk rättvisa åt landsbygdens befolkning.

### Mars

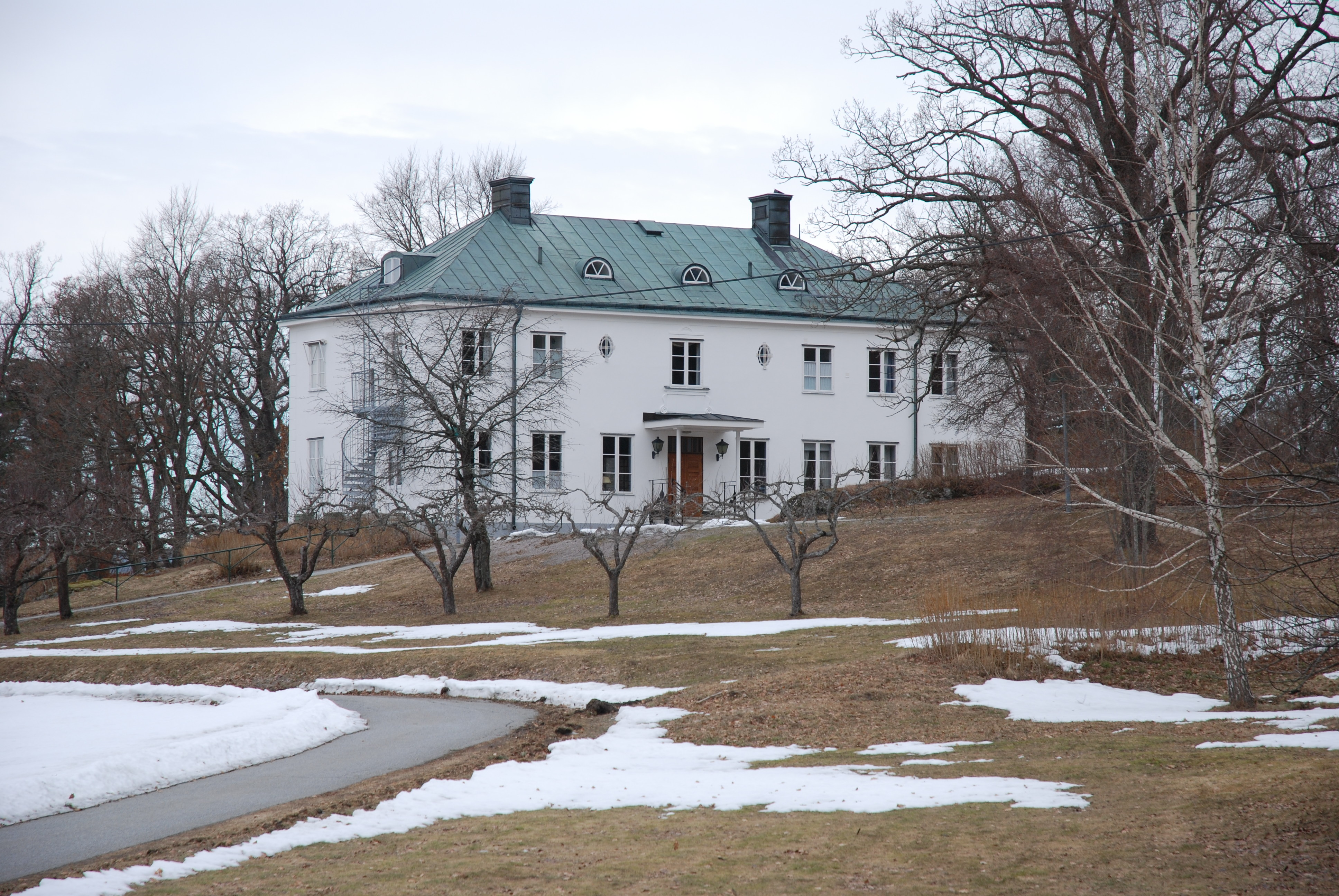
Lantbrukarnas riksförbund.

- 1 mars – Stockholms första och enda bensinspårvagn tas ur trafik.
- 4 mars – USA:s förre handelsminister Herbert Hoover efterträder Calvin Coolidge som USA:s president. Kansasrepublikanen Charles Curtis blir hans vicepresident.
- 5 mars – Vid världsmästerskapen i konståkning i London blir Gillis Grafström, Sverige världsmästare för tredje gången.[4]
- 16 mars – Riksförbundet Landsbygdens Folk (RLF) bildas[4] för att vara opolitiskt och ha som mål att "tillvarata ekonomiska och sociala intressen hos landsbygdens folk".[5] Bildandet sker vid ett möte i Stockholm med ett par hundra jordbrukare.
- 21 mars – Prinsessan Märtha av Sverige och kronprins Olav V av Norge förmäls i Oslo,[4] i Vor Frelsers kirke.
- 24 mars – I Södra Möre i Kalmar län vräks 32 familjer till strejkande lantarbetare. Konflikten varar i två år.[8]

### April

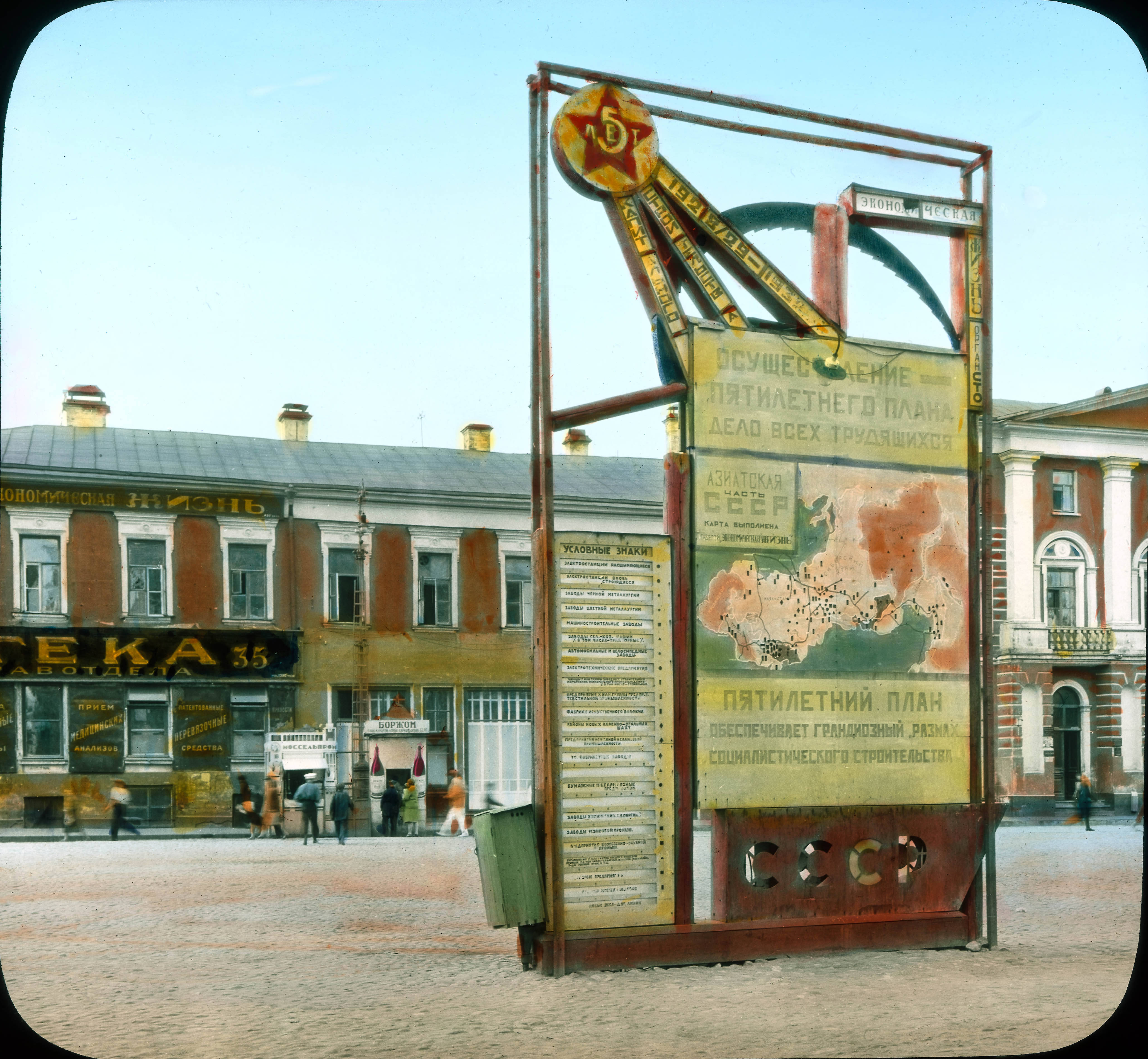
Sovjetunionens första femårsplan.

- April – Allmänna sparbanken går omkull[9] och Jordbrukarbanken råkar i likviditetskris till följd av sparbankskraschen.
- 3 april – Persien skriver på Litvinovprotokollet.[7]
- 9 april – Stockholms centrala omnibusaktiebolag beslutar att inköpa 80 nya omnibusar för över två miljoner kronor, för att möta den växande trafiken.
- 13 april – Utställningen Det moderna kontoret öppnar i Stockholm, och förevisar bland annat en elektrisk skrivmaskin och Facit AB ställer ut sina senaste moderna räknemaskiner.[5]
- 15 april – Telefonlinjen mellan Sverige och Spanien, tills vidare den längsta i Europa, öppnas. Invigningssamtalet utväxlas mellan kronprins Gustaf (VI) Adolf och kung Alfons XIII av Spanien.
- 16 april – Storbritannien drabbas av smittkoppsepidemi.[10]
- 17 april – Telefonförbindelse öppnas mellan Stockholm och Lissabon.
- 25 april – Josef Stalin godkänner officiellt Sovjetunionens första femårsplan,[4] målet är att genomföra en industrialisering.[10]

### Maj

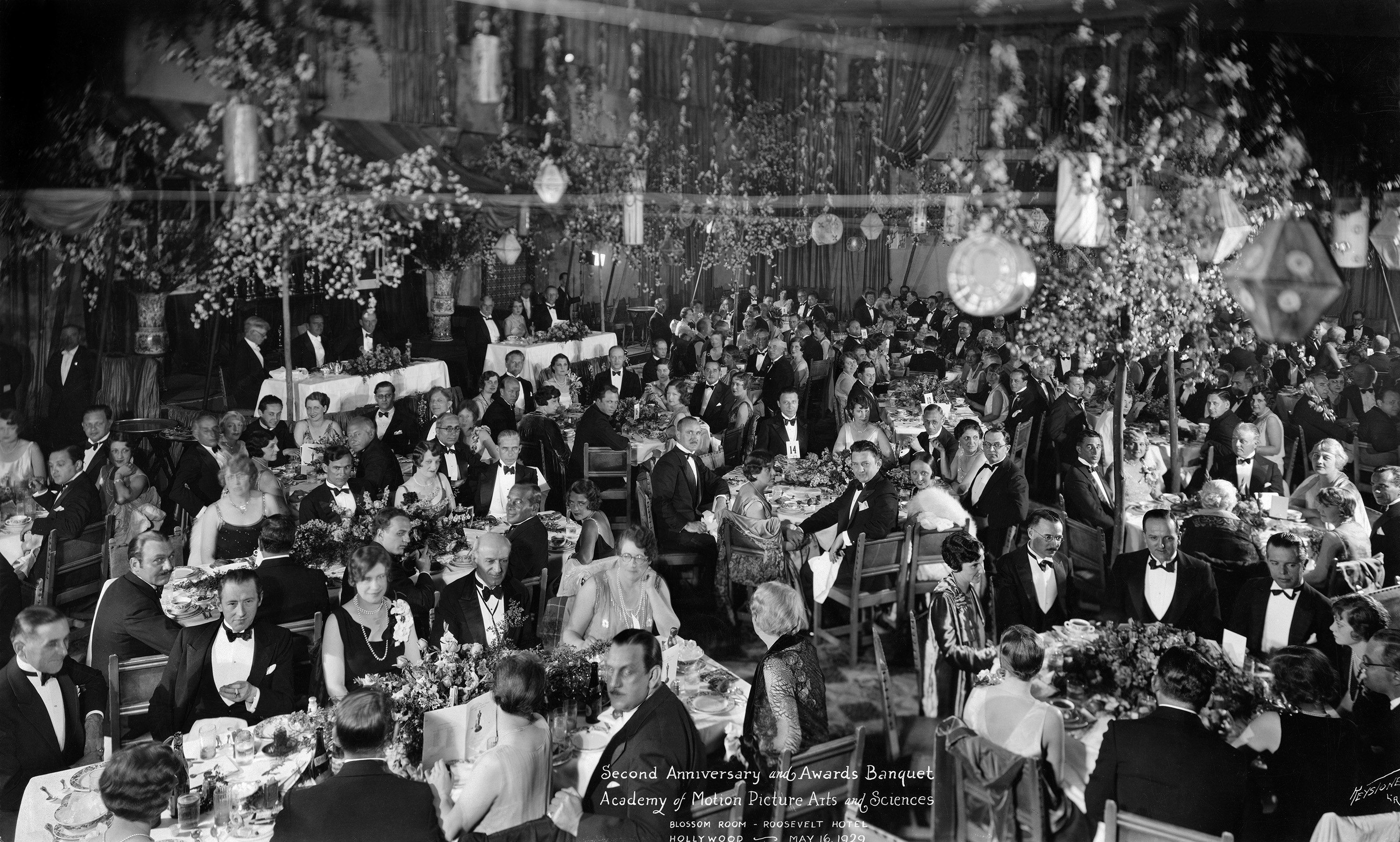
Oscarsgalan 1929 är den första Oscarsgalan som hölls.

- 1 maj – Socialister och kommunister inställer förstamajdemonstrationerna i Stockholm till följd av ett intensivt snöslask.
- 2 maj
  - Ljudfilmen har svensk premiär i Stockholm med amerikanska Hans hustrus ära, som inte väcker någon större förtjusning.[8]
  - En svensk sakkunnigkommitté lägger fram ett förslag om sterilisering i "rashygieniskt och socialt syfte".[5]
- 9 maj – Norge annekterar Jan Mayen.[10]
- 14 maj – Gustaf Dalén presenterar den kokseldade AGA-spisen.[3]
- 15 maj – Den svenska riksdagen beviljar statsunderstöd åt insättarna i de allmänna sparbankerna.
- 16 maj – Den amerikanska filmutmärkelsen Oscar utdelas för första gången. Tysken Emil Jannings och amerikanen Janet Gaynor får priset som bästa manliga respektive kvinnliga skådespelare.[4]
- 24 maj – Över 500 dödas under några dagars strider i Palestina mellan araber och judar.[3]
- 25 maj – Sveriges första teknologie doktorer – fem stycken – promoveras vid Kungliga tekniska högskolan.
- 28 maj – Ernst Rolf-revyns svarta stjärna, Little Esther, vägras servering på restaurang Brända Tomten i Stockholm på grund av sin hudfärg.
- 30 maj – Labour vinner parlamentsvalet i Storbritannien.[10]

### Juni
- 2 juni – Det svenska tullverkets tre första kvinnliga kammarskrivare utexamineras i Stockholm.
- 6 juni – Stockholms läns arbetsförmedling meddelar att den under den rådande bristen på unga flickor lyckats värva ett 20-tal ynglingar som lantjungfrur eller hembiträden.
- 7 juni – Det nordiska resekortet införs som legitimation i stället för pass inom Sverige, Norge, Danmark, Finland och Island.
- 9 juni – Pontonförsedda flygplanet Sverige, fört av Albin Ahrenberg, startar från Stockholm för att över Island och Grönland flyga till New York.[11]
- 17 juni – 11th Conference of the International Woman Suffrage Alliance i Berlin.
- 19 juni – En nyinrättad professur i ekonomisk historia tilldelas Eli F. Hesckscher, medan Bertil Ohlin övertar hans tidigare professur i nationalekonomi.[5]
- 21 juni
  - Djurgårdsteatern i Stockholm brinner ned med scenutrustning, kostymer och restauranguppsättning.
  - En bildtelegrafstation öppnas i Stockholm.[8]
- 25 juni – Det rapporteras att midsommaren i Sverige förflutit under två dagars stritt regn, kyla och storm. Göteborg och delar av Skåne uppvisar nederbördsrekord.
- Sommaren – Priset på svenska jordbruksprodukter faller.

### Juli
- 1 juli – AB Radiotjänst inrättar en radioteater under regissören Per Lindberg, som vill göra radioteatern till en folkteater.[8] Första pjäs blir Hagar Olssons SOS.
- 2 juli – Svenska uppbördssakkunniga föreslår i ett betänkande bland annat att arbetsgivare skall innehålla och insända de anställdas skatt. Förslaget blir föremål för allmän kritik.
- 8 juli – En våldsam storm förhärjar mellersta Sverige. Dygnets nederbörd är lika stor som en normal månads.
- 17 juli – Sovjetunionen bryter de diplomatiska förbindelserna med Kina.[10]
- 22 juli – Gammelsvenskbyborna påbörjar sin resa mot Sverige.[12]
- 28 juli – En Genèvekonventionen om behandling om krigsfångar undertecknas av 42 stater i Genève.[4]

### Augusti
- 1 augusti – De från Sovjetunionen över Centraleuropa hemvändande 881 Gammelsvenskbyborna (ättlingar till estlandssvenskar, som förvisats från Dagö i Estland till Ukraina) anländer till ett till deras mottagande festsmyckat Trelleborg.[12]
- 10 augusti – Den i stor utsträckning surrealistiska Halmstadgruppen framträder med en utställning med modern konst på Kulturen i Lund, Sverige och väcker stor debatt.[4]
- 16 augusti – Gränsstrider mellan sovjetiska och kinesiska soldater.[10]
- 20 augusti – Kreugerkoncernen slår ihop ett tiotal norrländska skogsindustrier till Svenska Cellulosa AB (SCA).[8]

### September
- 7 september – Passagerarångbåten SS Kuru kantrar och sjunker i hård storm på sjön Näsijärvi, och endast ett 20-tal av 150 ombordvarande omkommer.[13]
- 5 september – Frankrikes konseljpresident Aristide Briand lägger inför NF ett utkast till "Europas förenta stater".[10]
- 16 september – Morgongymnastik i Sveriges Radio, under ledning av kapten Bertil Uggla, startar.[4]
- 27 september – Sveriges Kommunistiska Parti (SKP) splittras för tredje gången sedan starten 1917, nu i Moskvatrogna "Sillénarna" och nationella "Kilbomarna"[4] då minoriteten med Kominterns stöd utesluter majoriteten. Ett tag finns två SKP, ett Kominterntroget under Hugo Sillén ("Sillénarna") och ett fristående under Karl Kilbom ("Kilbomarna").
- 29 september – Det svenska justitiedepartementet lämnar förslag till lag om skärpta straff (upp till ett års straffarbete) för så kallade billån (bilstöld) samt med införande av allmän åtalsrätt för dylika brott.

### Oktober
- 9 oktober – Skottlossning utbryter mellan Moskvatrogna "Sillénkommunister" och "Kilbomare" i bråk om högkvarteret i Stockholm.[3]
- 15 oktober – En orkanliknande storm anställer svåra härjningar i mellersta Sverige, speciellt i Gästrikland.
- 21 oktober – Diktantologin Fem unga, med Erik Asklund, Josef Kjellgren, Artur Lundkvist, Harry Martinson och Gustav Sandgren utkommer.[8]
- 22 oktober – Den svenske finansministern utser sakkunniga för utredning av frågan om rationell utjämning av skattetrycket inom de svenska kommunerna.
- 24 oktober

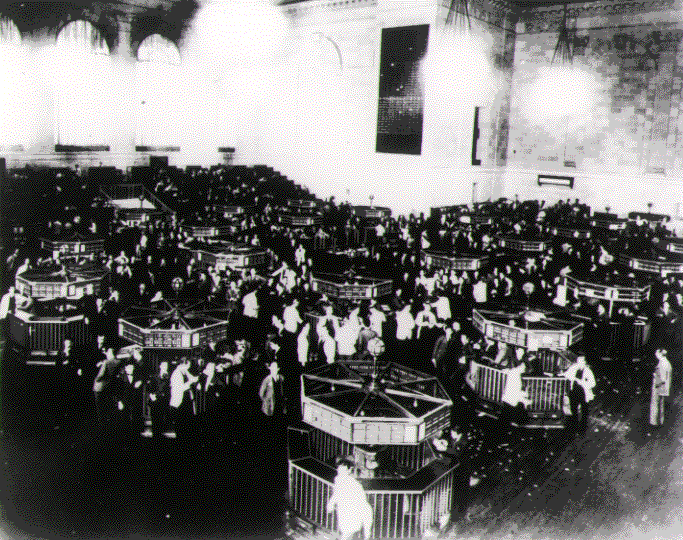
Den stora depressionen.

- - Den stora depressionen inleds med börskraschen på Wall Street under den så kallade svarta torsdagen.[4]
  - Gustav Andrée flyger från Stockholm till Kapstaden på 26 dygn med mellanlandningar.[8]
- 29 oktober – Börskurserna i New York faller med 50 miljarder US-dollar.[3]

### November
- 1 november – Värnplikt i Australien upphör.[14]
- 18 november – En jordbävning drabbas Grand Banks.[15]
- 20 november – Svenska Dagbladets guldmedalj till framgångsrika svenska idrottare under året tilldelas längdskidåkaren Sven Utterström och konståkaren Gillis Grafström.[5]
- 21 november – Gränsstriderna mellan sovjetiska och kinesiska soldater upphör.[10]
- 25 november – Hammarbyleden och Årstabron i Stockholm invigs.

### December
- 10 december – Tysken Thomas Mann, författare till "Buddenbrooks" och "Bergtagen", får Nobelpriset i litteratur. Hans von Euler-Chelpin, Sverige får för sitt arbete kring enzymer dela Nobelpriset i kemi[8] med Arthur Harden, Storbritannien.
- 17 december – Det svenska förpackningsföretaget Åkerlund och Rausing grundas.
- 26 december – Den första svenska ljudfilmen, Säg det i toner, har premiär. Inspelningen är gjord i Berlin då Sverige 1929 saknar ljudateljé.[8] Edvin Adolphson är regissör. Biopubliken uppmanas ge sin uppfattning av ljudfilmens framtid, och en övervägande majoritet tror inte på den.[5] Titelmelodin är skriven av Jules Sylvain.[3]
- 28 december- Under den "Svarta lördagen" i Samoa dödar nyzeeländsk kolonialpolis 11 obeväpnade demonstranter, vilket leder till att Maurörelsen börjar kräva ett självständigt Samoa.[16]
- December – För första gången uppsätts en julkrubba i en av Svenska kyrkans kyrkor, vilket sker i Sankt Petri kyrka i Malmö.

### Okänt datum
- De svenska socialdemokraterna mobiliserar för de fackliga valen, som de vinner över kommunisterna. Därmed är hotet om kommunistisk kontroll över LO undanröjt.
- Den svenska LO-skolan vid Brunnsviks folkhögskola grundas.
- Nysvenska förbundet bildas genom en utbrytning ur SFKO. Ledare är Per Engdahl, svensk fascisms förgrundsgestalt och ledande ideolog.
- Sveriges första sopnedkast installeras i ett nybyggt HSB-hus.[8]
- Den svenska obligatoriska försäkringen för olycksfall i arbetet utvidgas till att gälla även yrkessjukdomar.
- Den första lagstiftningen inom det svenska redovisningsområdet uppkommer.
- I Sverige byter "realskolexamen" namn till "realexamen".
- Den ständigt varma AGA-spisen introduceras.[8]
- Svindelhärva stänger flera sparbanker i Sverige.[8]
- Sträng vinter i Sverige, svenska och tyska krigsfartyg används som isbrytare.[8]
- Norska konståkerskan Sonja Henie uppträder inför 15 000 åskådare på Stockholms stadion.[8]
- Stockholm är telefontätast i världen.[17]
- Ett nytt kallvalsverk börjar anläggas på Gärdet i Munkfors.[18]
- Strömlinjeformen blir modernismens designsymbol.[19]

## Födda

### Första kvartalet

#### Januari
- 1 januari
  - Cordelia Edvardson, svensk författare och journalist. (död 2012)
  - Wilhy Sandberg, svensk dansare och koreograf.
- 3 januari
  - Sergio Leone, italiensk regissör. (död 1989)
  - Gordon E. Moore, amerikansk företagare. (död 2023)
- 6 januari – Babrak Karmal, afghansk politiker, Afghanistans president 1980–1986. (död 1996)
- 7 januari – Kerstin Wibom, svensk skådespelare.
- 8 januari – Saeed Jaffrey, indisk skådespelare. (död 2015)
- 10 januari – Göte Wilhelmson, svensk pianist och orkesterledare. (död 2024)
- 15 januari – Martin Luther King, amerikansk medborgarrättskämpe och pastor. (död 1968)
- 25 januari – Michael Michai Kitbunchu, thailändsk kardinal och ärkebiskop.
- 28 januari – Ali Mirzai, iransk tyngdlyftare. (död 2020)
- 31 januari – Jean Simmons, brittisk skådespelare. (död 2010)

#### Februari
- 6 februari – Sixten Jernberg, svensk längdåkare med åtta guld i OS och VM.[8] (död 2012)
- 9 februari – Bill Barrett, amerikansk republikansk politiker. (död 2016)
- 10 februari – Jerry Goldsmith, amerikansk filmmusikkompositör. (död 2004)
- 11 februari – Gunvor Pontén, svensk skådespelare. (död 2023)
- 13 februari – Per Lindqvist, svensk sångare och skådespelare. (död 2002)
- 14 februari – Vic Morrow, amerikansk skådespelare. (död 1982)
- 15 februari – Graham Hill, brittisk racerförare. (död 1975)
- 19 februari – Björn Bjelfvenstam, svensk skådespelare.
- 20 februari
  - Amanda Blake, amerikansk skådespelare. (död 1989)
  - Erika Bertschinger-Eicke, känd som Uriella, ledare för sekten Fiat Lux. (död 2019)
- 21 februari – James Beck, brittisk skådespelare. (död 1973)
- 22 februari
  - Caj Bremer, finländsk fotograf.
  - James Hong, amerikansk skådespelare.
- 23 februari – Aleksij II, patriark av Moskva. (död 2008)
- 28 februari – Frank Gehry, amerikansk arkitekt.

#### Mars
- 6 mars – Tom Foley, amerikansk demokratisk politiker och diplomat. (död 2013)
- 7 mars
  - Ernst Zimmermann, chef för Motoren- und Turbinen-Union. (död 1985)
  - Göran O. Eriksson, svensk författare och regissör. (död 1993)
  - Göte Fyhring, svensk skådespelare. (död 2021)
- 9 mars
  - Marie Cardinal, fransk författare. (död 2001)
  - Desmond Hoyte, guyansk politiker, premiärminister 1984–1985, Guyanas president 1985–1992. (död 2002)
- 10 mars – Huey P. Meaux, amerikansk musikproducent. (död 2011)
- 12 mars – Owe Thörnqvist, svensk sångare och visdiktare.
- 14 mars – Chadli Benjedid, algerisk politiker, president 1979–1992. (död 2012)
- 15 mars – Anita Blom, svensk skådespelare. (död 2024)
- 22 mars
  - P. Ramlee, malaysisk skådespelare och sångare. (död 1973)
  - Yayoi Kusama, japansk målare och skulptör.
- 23 mars – Roger Bannister, brittisk läkare och löpare. (död 2018)
- 25 mars – Cecil Taylor, amerikansk pianist. (död 2018)

### Andra kvartalet

#### April
- 1 april – Milan Kundera, tjeckisk författare. (död 2023)
- 3 april – Miyoshi Umeki, japansk skådespelare. (död 2007)
- 5 april
  - Nigel Hawthorne, brittisk skådespelare. (död 2001)
  - Hugo Claus, belgisk, nederländskspråkig författare. (död 2008)
- 6 april – André Previn, amerikansk pianist och dirigent. (död 2019)
- 8 april – Jacques Brel, belgisk vissångare. (död 1978)
- 10 april – Max von Sydow, svensk skådespelare och regissör.[8] (död 2020)
- 15 april – Ulf Linde, svensk konstkritiker.[8] (död 2013)
- 17 april – James Last, tysk orkesterledare. (död 2015)
- 18 april – Lena Brogren, svensk skådespelare. (död 2005)
- 22 april – Michael Francis Atiyah, brittisk matematiker. (död 2019)
- 26 april – Sven-Olle Olsson, svensk lantbrukare och kommunalråd. (död 2005)
- 28 april – Carolyn Jones, amerikansk skådespelare. (död 1983)

#### Maj
- 2 maj – Jigme Dorji Wangchuck, kung av Bhutan 1952–1972. (död 1972)
- 4 maj
  - Audrey Hepburn, amerikansk skådespelare av brittisk-nederländskt ursprung. (död 1993)
  - Johan Otto von Spreckelsen, dansk arkitekt. (död 1987)
- 6 maj – Paul C. Lauterbur, amerikansk kemist, nobelpristagare 2003. (död 2007)
- 10 maj – Antonine Maillet, kanadensisk författare. (död 2025)
- 14 maj – Åke Ortmark, svensk redaktör, författare och programledare i TV. (död 2018)
- 15 maj – Stig Gustavsson, svensk skådespelare. (död 1993)
- 16 maj – John Conyers, amerikansk demokratisk politiker, kongressledamot 1965-2017. (död 2019)
- 23 maj – Ulla Jacobsson, svensk skådespelare. (död 1982)
- 24 maj – Ove Kant, svensk filmare, regissör, manusförfattare och skådespelare. (död 1997)
- 25 maj – Beverly Sills, amerikansk operasångare. (död 2007)
- 28 maj – Yvonne Lombard, svensk skådespelare.

#### Juni
- 2 juni – Ken McGregor, australisk tennisspelare. (död 2007)
- 4 juni – Károlos Papoúlias, grekisk politiker, president 2005–2015. (död 2021)
- 6 juni – Sunil Dutt, indisk skådespelare och politiker. (död 2005)
- 10 juni – James A. McDivitt, amerikansk astronaut. (död 2022)
- 12 juni – Anne Frank, tysk judisk dagboksförfattare. (död 1945)
- 17 juni – Bengt Scherstén, svensk läkare, professor i allmänmedicin. (död 2009)
- 18 juni – Jürgen Habermas, tysk sociolog och filosof.
- 20 juni – Bonnie Bartlett, amerikansk skådespelare.
- 23 juni – June Carter Cash, amerikansk countryartist. (död 2003)
- 30 juni – Hans Krondahl, svensk konstnär. (död 2018)

### Tredje kvartalet

#### Juli
- 1 juli – Gerald M. Edelman, amerikansk biolog, nobelpristagare. (död 2014)
- 2 juli – Imelda Marcos, filippinsk presidenthustru.
- 4 juli – Darío Castrillón Hoyos, colombiansk kardinal. (död 2018)
- 7 juli – Thakur Ram Lal, indisk politiker, chefsminister i Himachal Pradesh 1980–1983. (död 2002)
- 10 juli
  - Bob Bullock, amerikansk demokratisk politiker. (död 1999)
  - George Clayton Johnson, amerikansk manusförfattare. (död 2015)
- 23 juli – Kicki Håkansson, svensk fotomodell. (död 2024)
- 24 juli – Berit Gramer, svensk skådespelare. (död 2020)
- 25 juli – Somnath Chatterjee, indisk politiker. (död 2018)
- 26 juli – Bengt Linder, svensk författare och journalist. (död 1985)
- 28 juli – Jacqueline Kennedy Onassis, amerikansk fotomodell, president John F. Kennedys fru 1953–1963, Aristoteles Onassis fru 1968–1975. (död 1994)
- 30 juli – Else-Merete Heiberg, norsk skådespelare.

#### Augusti
- 1 augusti – Hafizullah Amin, afghansk politiker, Afghanistans president 1979. (död 1979)
- 4 augusti
  - Yassir Arafat, palestinsk politiker; ordförande i PLO 1969–2004. Mottagare av Nobels fredspris 1994. (död 2004)
  - Kishore Kumar, indisk sångare. (död 1987)
- 7 augusti – Alf Enerström, svensk läkare och högerextrem politiker. (död 2017)
- 8 augusti – Ronnie Biggs, brittisk tågrånare. (död 2013)
- 14 augusti – Louise Slaughter, amerikansk demokratisk politiker. (död 2018)
- 15 augusti – Georgios Roubanis, grekisk stavhoppare. (död 2025)
- 16 augusti
  - Bill Evans, amerikansk jazzpianist. (död 1980)
  - Helmut Rahn, tysk fotbollsspelare, anfallare. (död 2003)
- 17 augusti – Gary Powers, amerikansk pilot. (död 1977)
- 20 augusti – Gerda Antti, svensk författare.
- 23 augusti – Peter Thomson, australisk golfspelare. (död 2018)
- 27 augusti – Ira Levin, amerikansk thrillerförfattare. (död 2007)
- 28 augusti – Bodil Kåge, svensk skådespelare. (död 2014)

#### September
- 4 september – Thomas Eagleton, amerikansk demokratisk politiker, senator 1969–1987. (död 2007)
- 5 september – Andrijan Nikolajev, sovjetisk kosmonaut. (död 2004)
- 7 september – T.P. McKenna, irländsk skådespelare. (död 2011)
- 10 september
  - Busk Margit Jonsson, svensk operasångare.
  - Arnold Palmer, amerikansk golfspelare. (död 2016)
- 14 september – Hans Clarin, tysk skådespelare. (död 2005)
- 15 september
  - Murray Gell-Mann, amerikansk fysiker, nobelpristagare. (död 2019)
  - John Julius Norwich, brittisk historiker, reseskribent och TV-personlighet. (död 2018)
- 16 september – Dale E. Kildee, amerikansk demokratisk politiker. (död 2021)
- 17 september – Stirling Moss, brittisk racerförare. (död 2020)
- 18 september – Elizabeth Spriggs, brittisk skådespelare. (död 2008)
- 25 september – Ronnie Barker, brittisk komiker. (död 2005)
- 30 september – Dorothee Sölle, tysk teolog och skribent. (död 2003)

### Fjärde kvartalet

#### Oktober
- 5 oktober – Richard F. Gordon, amerikansk astronaut. (död 2017)
- 11 oktober – B.B. Gurung, indisk politiker, chefsminister i Sikkim 1984–1985. (död 2022)
- 16 oktober – Fernanda Montenegro, brasiliansk skådespelare och TV-personlighet.
- 18 oktober – Violeta Chamorro, president i Nicaragua 1990–1997.
- 28 oktober
  - Elisabeth Killander, svensk sjuksköterska. (död 2005)
  - Joan Plowright, brittisk skådespelare. (död 2025)

#### November
- 2 november – Muhammad Rafiq Tarar, pakistansk politiker, Pakistans president 1998–2001. (död 2022)
- 3 november
  - Per-Olof Ekvall, svensk skådespelare och recitatör. (död 2018)
  - Ulf G. Johnsson, svensk skådespelare och kompositör.
- 5 november – Lennart Johansson, svensk ordförande i Uefa och vice ordförande i Fifa. (död 2019)
- 6 november – Tom Olsson, svensk skådespelare och teaterregissör. (död 2015)
- 7 november – Erik Gunnar Eriksson, grundare av hjälporganisationen Hoppets Stjärna. (död 2006)
- 9 november – Imre Kertész, ungersk författare, nobelpristagare. (död 2016)
- 11 november – Varg-Olle Nygren, svensk motorcykelförare. (död 2021)
- 12 november – Grace Kelly, amerikansk skådespelare, furstinna av Monaco. (död 1982)
- 13 november – Fred Phelps, amerikansk pastor, känd för sina korståg mot homosexualitet. (död 2014)
- 18 november – Åke Lagergren, svensk skådespelare. (död 1999)
- 24 november – Sigvard Marjasin, svensk politiker och landshövding (socialdemokraterna). (död 2021)
- 25 november – Sigurd Glans, svensk journalist och författare.
- 30 november – Dick Clark, amerikansk programledare. (död 2012)

#### December
- 1 december
  - David Doyle, amerikansk skådespelare. (död 1997)
  - Alfred Moisiu, president i Albanien.
- 6 december – Nikolaus Harnoncourt, österrikisk dirigent. (död 2016)
- 7 december – Boris Stepantsev, sovjetisk filmregissör. (död 1983)
- 9 december
  - John Cassavetes, amerikansk skådespelare och filmregissör. (död 1989)
  - Ulla-Bella Fridh, svensk skådespelare och sångerska. (död 1993)
- 12 december – Alexander Trowbridge, amerikansk affärsman och politiker. (död 2006)
- 13 december
  - Gun Jönsson, svensk regissör och skådespelare. (död 2021)
  - Christopher Plummer, kanadensisk skådespelare. (död 2021)
- 18 december – Józef Glemp, polsk kardinal. (död 2013)
- 19 december – Pentti Hämäläinen, finländsk boxare. (död 1984)
- 20 december – David H. Gambrell, amerikansk demokratisk politiker och advokat, senator 1971–1972. (död 2021)
- 24 december – Lennart "Nacka" Skoglund, svensk fotbollsspelare.[8] (död 1975)

## Avlidna

### Första kvartalet

#### Januari
- 11 januari
  - Elfrida Andrée, svensk organist och kompositör, Sveriges första kvinna i statlig tjänst och Sveriges första kvinnliga organist, pionjär inom svensk kyrkomusik.
  - Hjalmar Öhrwall, svensk professor i fysiologi.
- 13 januari – Wyatt Earp, amerikansk sheriff.
- 24 januari – Wilfred Baddeley, brittisk tennisspelare.

#### Februari
- 11 februari – Frank P. Flint, amerikansk republikansk politiker, senator 1905–1911.
- 12 februari – Lillie Langtry, brittisk skådespelare.
- 14 februari – Elmore Y. Sarles, amerikansk republikansk politiker, guvernör i North Dakota 1905–1907.
- 17 februari – Arnold Norlind, svensk docent.

#### Mars
- 20 mars – Ferdinand Foch, fransk marskalk.

### Andra kvartalet

#### April
- 4 april – Carl Benz, tysk automobilkonstruktör.
- 13 april – Joseph W. Bailey, 66, amerikansk demokratisk politiker, senator 1901–1913.
- 15 april – Gustaf Steffen, svensk sociolog.
- 17 april – Alfred Berg, svensk tonsättare och dirigent.
- 28 april – Carl Hallendorff, svensk historiker.
- 30 april – Birger Sjöberg, svensk författare.[2]

#### Maj
- 15 maj – Joseph D. Sayers, amerikansk demokratisk politiker.
- 23 maj – Rezsö Bálint, österrikisk-ungersk neurolog och psykiater.

#### Juni
- 1 juni – Nurkhon Yuldashkhojayeva, uzbekisk dansare.
- 16 juni – Bramwell Booth, 73, brittisk frälsningssoldat och psalmförfattare, Frälsningsarméns general 1912–1929.
- 26 juni – Amandus Adamson, 73, estländsk skulptör och målare.

### Tredje kvartalet

#### Juli
- 13 juli – Eric Lindholm, 41, svensk skådespelare.
- 14 juli – Hans Delbrück, 80, tysk historiker och politiker.
- 15 juli – Otto Ludwig Binswanger, schweizisk läkare, professor.
- 17 juli – Frederick Booth-Tucker, ledare för Frälsningsarmén i USA 1896–1904.
- 24 juli – Adolf Meyer, tysk arkitekt.

#### Augusti
- 4 augusti – Carl Auer von Welsbach, österrikisk kemist och uppfinnare.
- 7 augusti – Ivar Nilsson, svensk skådespelare.
- 17 augusti – Cyrus Locher, amerikansk demokratisk politiker, senator 1928.
- 24 augusti – Lawrence Tyson, amerikansk demokratisk politiker och general, senator 1925-1929.
- 30 augusti – Ivo Vojnović, kroatisk författare.

#### September
- 23 september – Richard Zsigmondy, österrikisk kemist, nobelpristagare 1925.
- 29 september – Theodor Adelswärd, svensk friherre och statsråd.

### Fjärde kvartalet

#### Oktober
- 1 oktober – Antoine Bourdelle, 67, fransk skulptör.
- 3 oktober – Gustav Stresemann, 51, tysk politiker, förbundskansler 1923, mottagare av Nobels fredspris 1926.
- 18 oktober
  - Gustaf Ranft, 73, svensk skådespelare.
  - Robert S. Vessey, 71, amerikansk republikansk politiker, guvernör i South Dakota 1909–1913.
- 24 oktober – Harald Plum, dansk affärsman.
- 26 oktober
  - Vilhem Hansen, svensk generaldirektör.
  - Arno Holz, tysk författare och litteraturteoretiker.
- 28 oktober – Theodore E. Burton, amerikansk republikansk politiker, senator 1909–1915 och 1928-1929.
- 29 oktober
  - Åke Thomasson, svenskt justitieråd.
  - Edvin Gullstrand, svenskt justitieråd.

#### November
- 6 november – Max av Baden, prins av Baden och tysk politiker; rikskansler 3 oktober–9 november 1918.
- 12 november – Bogi Thorarensen Melsteð, isländsk historiker.
- 22 november – Leonard Bygdén, svensk överbibliotekarie.
- 24 november
  - Georges Clemenceau, fransk premiärminister, kallad Tigern.
  - Francis E. Warren, amerikansk republikansk politiker, senator 1890–1893 och 1895–1929.

#### December
- 5 december – Oscar Björck, svensk professor vid Konstakademin.
- 13 december – Rosina Heikel, 87, Finlands första kvinnliga läkare.
- 20 december
  - William Kirk Kaynor, 45, amerikansk republikansk politiker, kongressledamot 1929.
  - Émile Loubet, 90, fransk politiker, Frankrikes president 1899–1906.
- 24 december – LeRoy Percy, 69, amerikansk politiker, senator 1910–1913.

## Nobelpris[20]
- Fysik
  - Louis de Broglie, Frankrike
- Kemi
  - Arthur Harden, Storbritannien
  - Hans von Euler-Chelpin, Sverige
- Medicin
  - Christiaan Eijkman, Nederländerna
  - Sir Frederick Hopkins, Storbritannien
- Litteratur
  - Thomas Mann, Tyskland
- Fred
  - Frank B Kellogg, USA

### Fotnoter
1. ↑  75 år Sverige, Carl-Adam Nycop, Bokförlaget Bra böcker, 1976, sidan 75 – 1929 – en vargavinter
2. 1 2 3  Faktakalendern 2000 – 1929 (Sverige), 1999
3. 1 2 3 4 5 6 7  100 år med Aftonbladet – 1927, 1999
4. 1 2 3 4 5 6 7 8 9 10 11 12 13 14  20:e århundrades När Var Hur – 1929, Bernt Himmelstedt, Forum, 1999
5. 1 2 3 4 5 6 7  Sverige 1900-talet – 1929, NE, Bra Böcker, 2000
6. ↑  ”World Statesmen”. http://www.worldstatesmen.org/Queen_Maude_Land.html.
7. 1 2  Rezun, Miron (1981). The Soviet Union and Iran. Brill Archive. sid. 148. ISBN 9028626212. http://books.google.com/books?id=vceInEkXX74C
8. 1 2 3 4 5 6 7 8 9 10 11 12 13 14 15 16 17 18  Hundra år i Sverige – 1929, Hans Dahlberg, Albert Bonniers, 1999
9. ↑  75 år Sverige, Carl-Adam Nycop, Bokförlaget Bra böcker, 1976, sidan 78 – Den stora sparbankskraschen
10. 1 2 3 4 5 6 7 8  Faktakalendern 2000 – 1929 (Utlandet), Semic, 1999
11. ↑  75 år Sverige, Carl-Adam Nycop, Bokförlaget Bra böcker, 1976, sidan 79 – Ahrenbergs atlantflygning
12. 1 2  75 år Sverige, Carl-Adam Nycop, Bokförlaget Bra böcker, 1976, sidan 85 – Gammelsvenskbyborna går i land
13. ↑  Faktakalendern 1996, Semic, 1995
14. ↑  Stockings, Craig (2007). The Torch and the Sword: A History of the Army Cadet Movement in Australia. UNSW Press. sid. 86. ISBN 0868408387. http://books.google.com/books?id=kzMZAr41dn4C
15. ↑  ”The 1929 Tsunami In St. Lawrence, Newfoundland” ( PDF). Goverment of Canada. Arkiverad från originalet den 13 januari 2013. https://web.archive.org/web/20130113024644/http://www.shunpiking.com/ol0103/1929_Tsunami_in_NF.pdf. Läst 26 februari 2013.
16. ↑  Meleisea, Malama, Lagaga: A Short History of Western Samoa, 1987, ISBN 982-02-0029-6, pp.137–8
17. ↑  Sverige 1900-talet – Från kullager till IT på ett sekel, NE, Bra Böcker, 2000
18. ↑  Sverige 1900-talet – Bruket dominerade Munkfors utveckling, NE, Bra Böcker, 2000
19. ↑  Sverige 1900-talet – Kommunikativ, snabb, snål, skön och säker design, NE, Bra Böcker, 2000
20. ↑  ”Nobelpriset”. https://www.nobelprize.org/prizes/lists/all-nobel-prizes/. Läst 10 april 2011.